# Pouládes
Pouládes (Poulades) är en ort i Grekland.   Den ligger i prefekturen Nomós Kerkýras och regionen Joniska öarna, i den västra delen av landet, 400 km nordväst om huvudstaden Aten. Pouládes ligger 114 meter över havet och antalet invånare är 465. Den ligger på ön Korfu.
Terrängen runt Pouládes är varierad. Havet är nära Pouládes åt nordost. Närmaste större samhälle är Korfu, 10,3 km sydost om Pouládes. 